# Bernardet (entreprise)
Pour les articles homonymes, voir Bernardet.
 (avril 2012).
 (avril 2012).

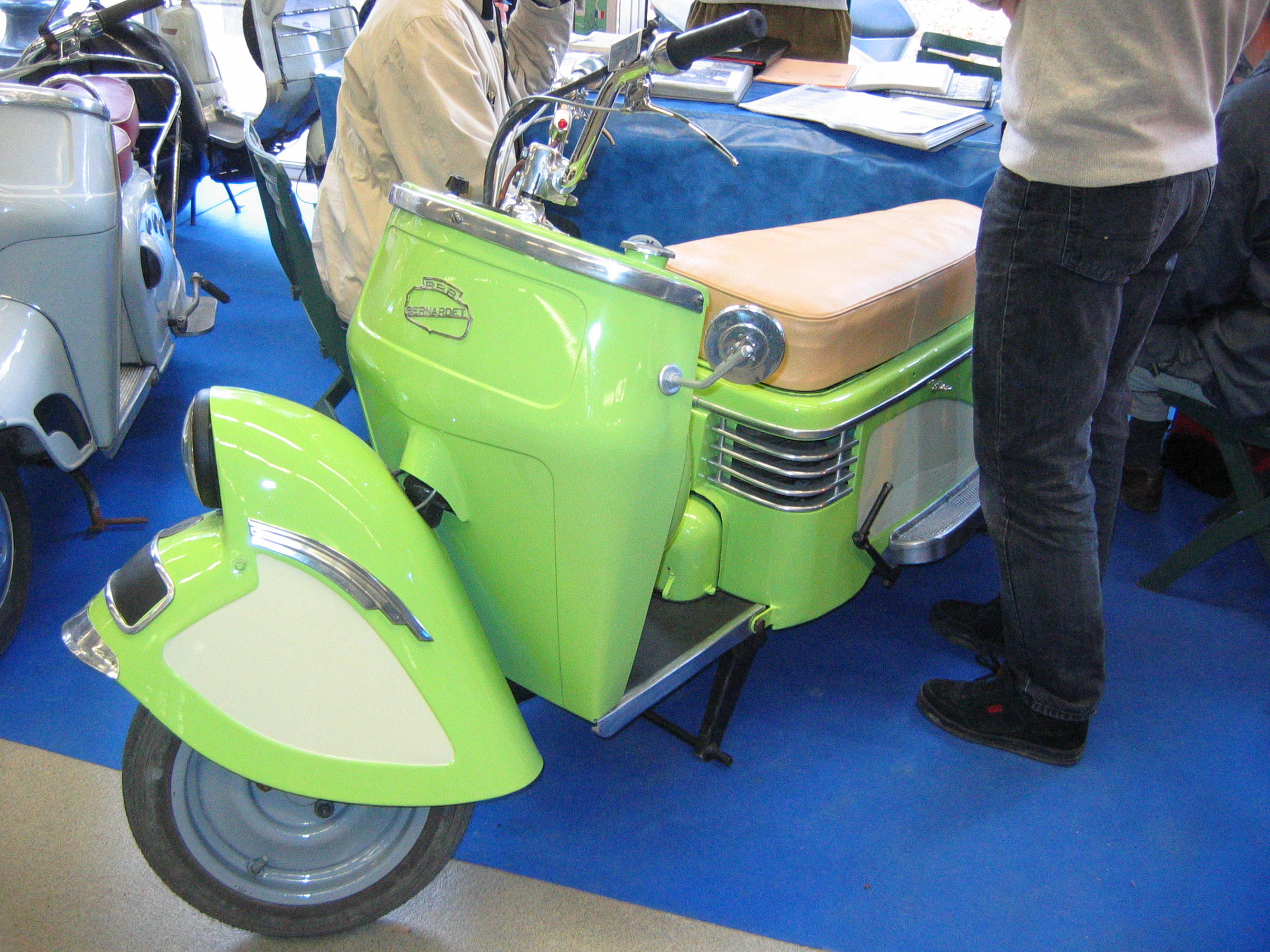
Un scooter Bernardet B.49, 250 cm3, de 1949

Bernardet est le nom d'une entreprise de construction de side-cars, puis de scooters, créé en 1921 par les trois frères René, Robert et Roger Bernardet. Leur logotype représentait 3R entourés d'un B et d'un F entrelacés comme Bernardet Frères.

## Histoire
L'entreprise est implantée à l'origine dans un atelier d'une voie en impasse de la banlieue sud parisienne, à Bourg-la-Reine, dans la Seine (commune actuellement des Hauts-de-Seine). Ces locaux existent toujours à l'heure actuelle, au 5, rue des Bruyères. Puis l'entreprise déménage en 1936, dans une usine neuve construite non loin de l'implantation d'origine, à Châtillon-sous-Bagneux. 

Bourg-la-Reine, berceau de la marque.
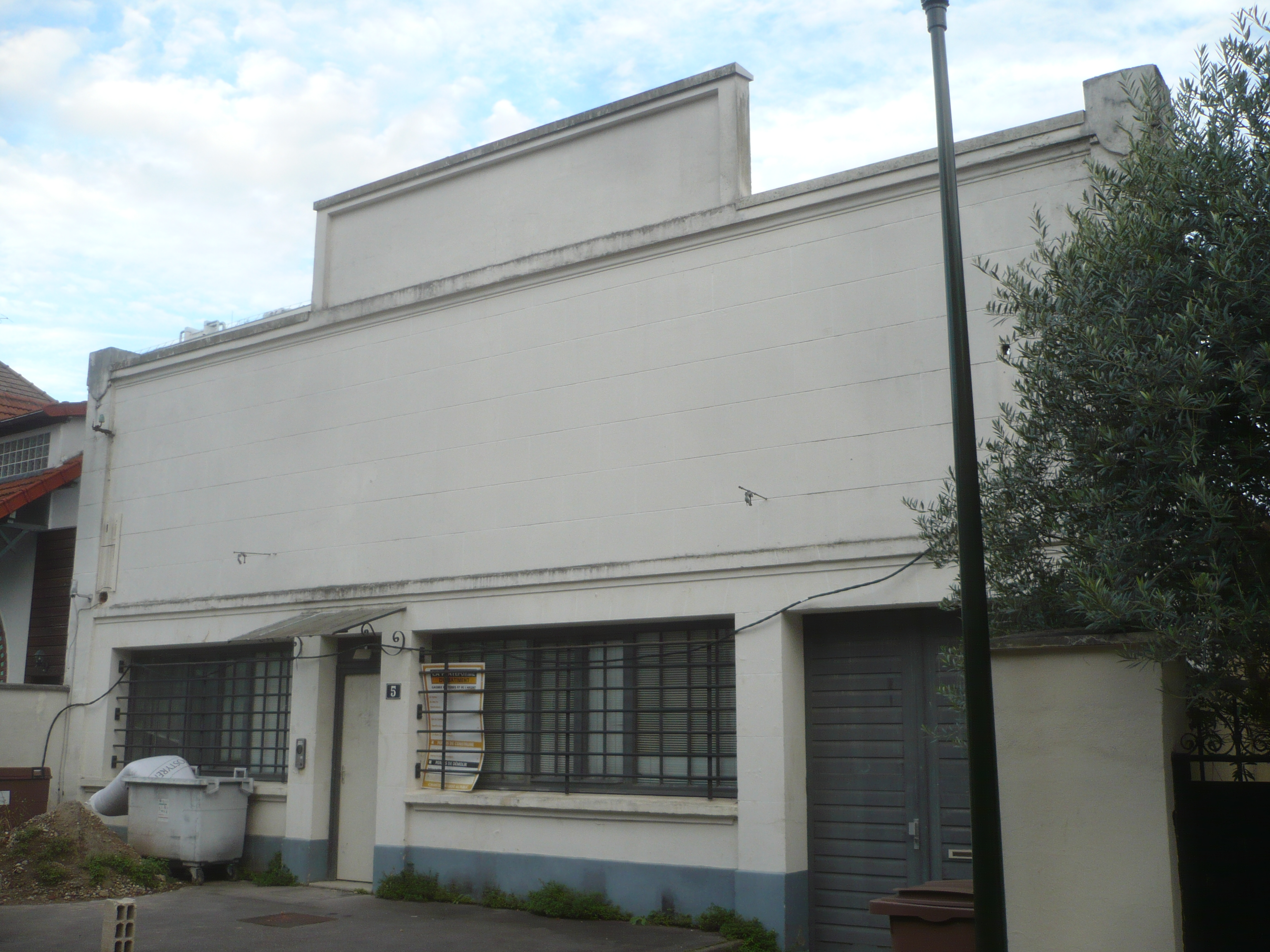
L'ancien atelier de la rue des Bruyères, actuellement (2024) désaffecté.

Ils construisent des side-cars de 1921 à 1948, puis des scooters à partir de 1947 jusqu'en 1959, avec douze modèles différents sur une période de douze ans.
Ils sont les précurseurs du scooter en France et à cette époque les plus gros constructeurs français de ces engins, avec Terrot.
René était responsable de la ligne, de la carrosserie ; Robert dirigeait plus particulièrement la partie mécanique.
Charles, qui prit son deuxième prénom Roger pour adapter le logo des 3R, assurait les responsabilités commerciales, les clients et les fournisseurs.

## Activités

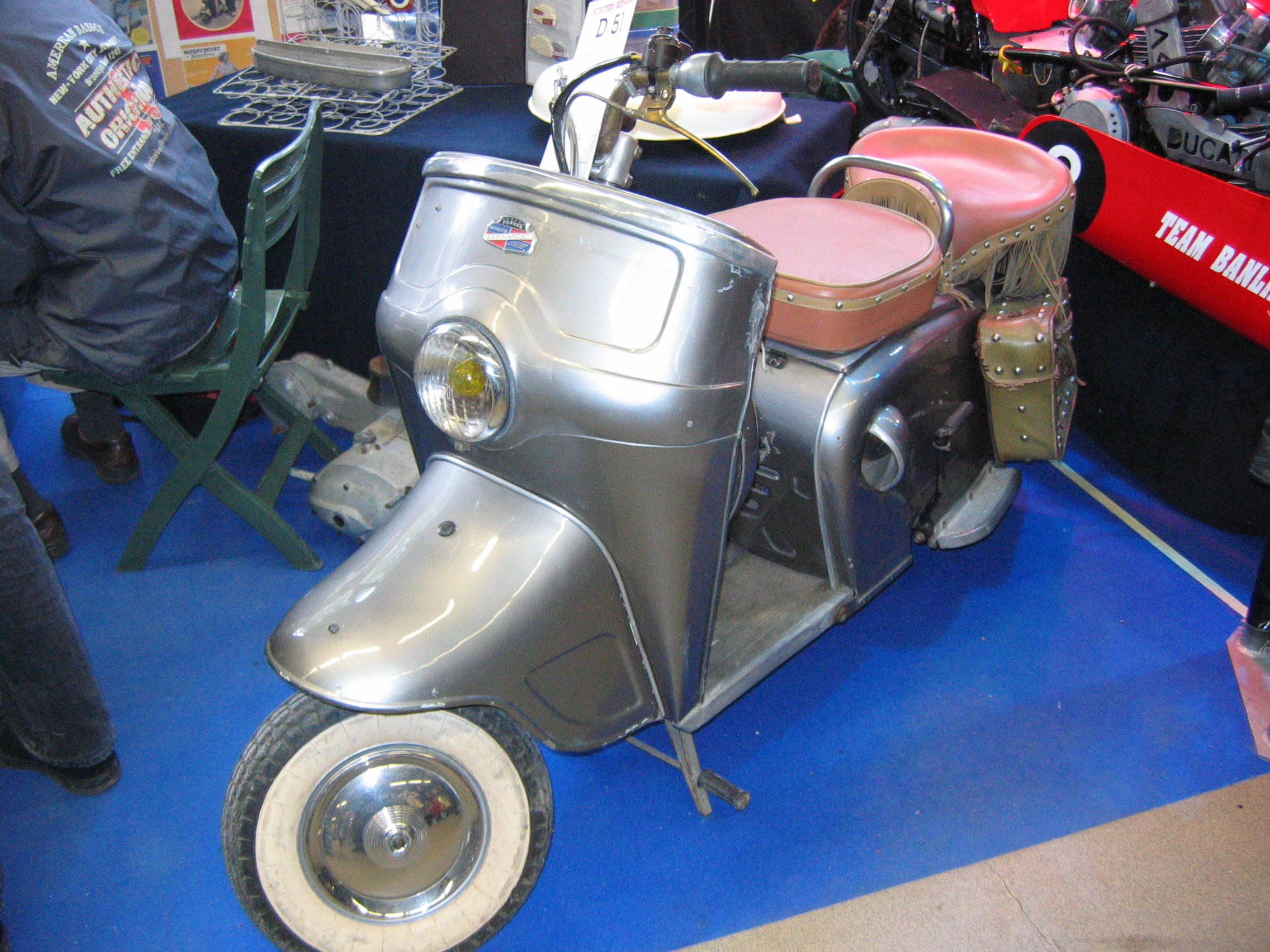
Un Bernardet D.51, 250 cm3, de 1952.

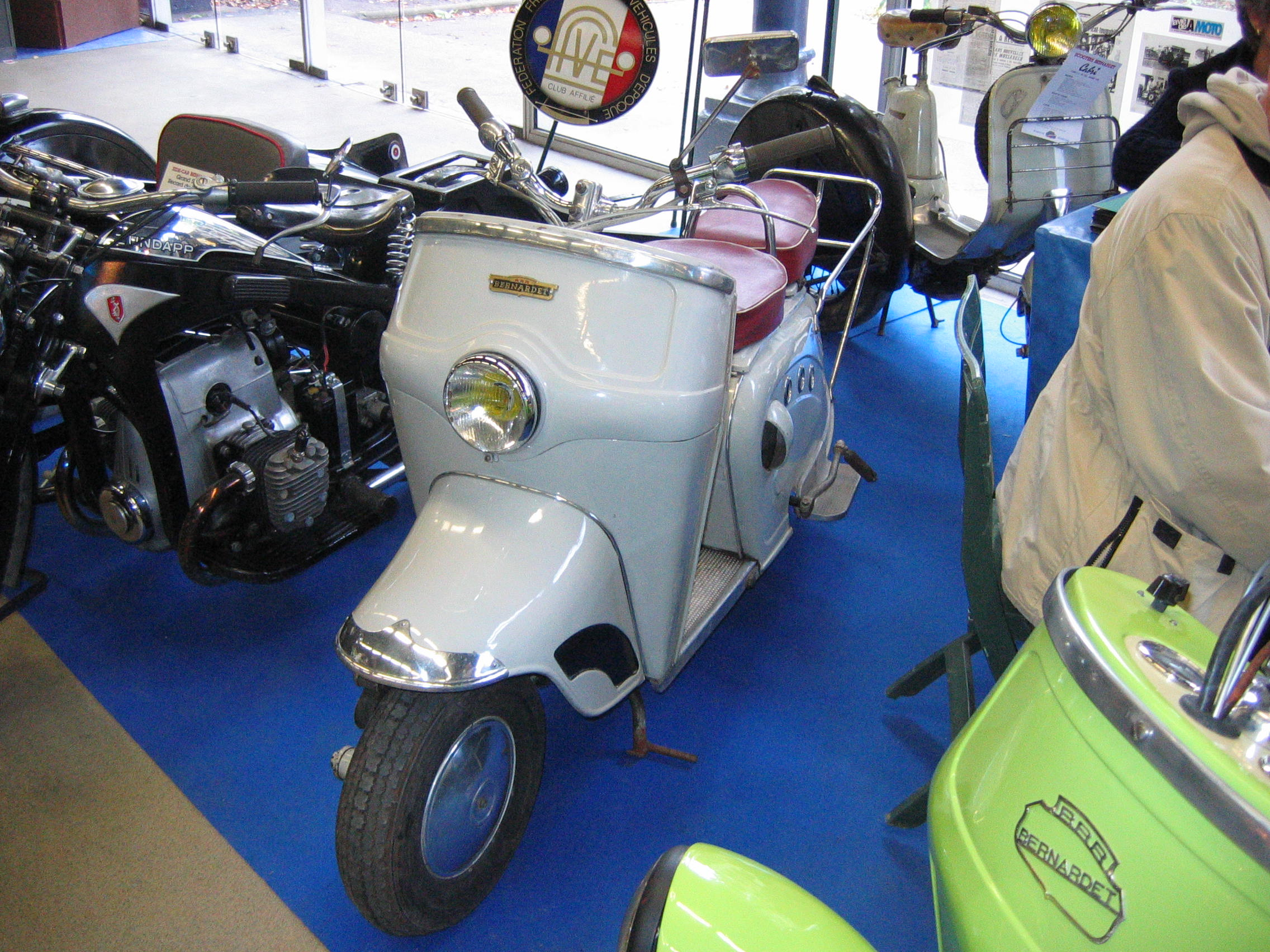
Un Bernardet Y.52 de 1953.

Leur plus grosse activité sont les side-cars, en particulier de 1932 à 1946, avec de nombreux modèles, aux lignes très aérodynamiques, souvent copiées par des marques concurrentes de l'époque.[réf. nécessaire]
La production est croissante dans l'avant guerre, pour les side-cars de tourisme et de sport, ainsi que pour plusieurs versions militaires commandées par l'Armée française (mitrailleuses, porte-canon, ambulances, etc.). Ces machines équipent les Gardes mobiles, la Gendarmerie, les polices parisienne et belge et quelques unités des sapeurs-pompiers.
En 1935, avec leurs side-cars, la marque Bernardet était le seul fabricant de side-cars en Europe à détenir 26 Records du Monde, dont un fut encore valable jusqu'en janvier 1964.[réf. nécessaire]
Les châssis de side-cars Bernardet sont encore réputés pour leur simplicité et leur robustesse.
Pendant la guerre, l'entreprise est réquisitionnée par l'armée allemande, une période sombre, pendant laquelle une résistance active s'est établie au sein de l'usine[réf. nécessaire]. Les frères Bernardet sont contraints de continuer l'étude et la production de nombreux modèles de side-cars militaires pour l'armée allemande, jusqu'à la Libération.
Entre 1946 et 1948, ils tentent de produire des automobiles, mais des restrictions matérielles gouvernementales les en empêchent. Aucun véhicule ne sera jamais produit à plus des trois exemplaires de prototypes.
Les principaux modèles de scooters furent le B49 en 125 cm3, le BM250 en 250 cm3, le C50 en 125 cm3, le E51 en 125 cm3, le D51 en 250 cm3, le Y52 en 125 cm3. Puis vint la série des Cabri en 49,9, 85 et 98 cm3, pour terminer avec le Guépar en 125 cm3 Servomatic, dernier sorti des chaînes de production en 1956.
Un scooter militaire 250 cm3 fut produit pour l'armée française en 1953 et fut envoyé en Indochine, quasiment à la fin des hostilités.
La société arrêta sa production le 9 mars 1959, date de mise en liquidation de l'entreprise Bernardet-Le Poulain, société qui avait racheté la marque Bernardet en 1954, car elle ne pouvait plus faire face à l'invasion italienne conjuguée de Vespa et Lambretta, dont la production annuelle de machines était approximativement 10 fois supérieure.
L'usine de Châtillon est détruite en 1991, puis fait place à un immeuble de bureaux.

## De nos jours: l'ACVB
La marque existe toujours, elle appartient à MM. Philippe et Gérard Bernardet, fils de Robert Bernardet, l'un des trois frères fondateurs. Avec l'aide des petits-fils de René Bernardet, ils s'occupent à conserver ce patrimoine familial grâce à l'Association des Cycles et Véhicules Bernardet (A.C.V.B.), qu'ils ont créée en 1993. Ils participent à des expositions sur les véhicules de collection.